# Treonin
Treonin (Thr ili T) je polarna esencijalna aminokiselina, 2-amino-3-hidroksi-butanska kiselina, kemijske formule HO2CCH(NH2)CH(OH)CH3.
Neutralna je aminokiselina s polarnim pobočnim lancem.
Druga aminokiselina koja ima hidroksilnu skupinu u pobočnom lancu je serin, a od kojeg se razlikuje po tome što ima sekundarnu hidroksilnu skupinu.
Aminokiselina ima dva kiralna središta, te se može pojaviti kao četiri stereoizomera (D-treonin, L-treonin, D-alotreonin, L-alotreonin). 
Molekulske je mase 119,12 g/mol.

## Biosinteza
Treonin se sintentizira u biljkama i mikroorganizmima iz asparaginske kiseline preko α-aspartil-semialdehida i homoserina. 
Ljudski organizam ne može ju sintetizirati zbog čega ju mora unijeti hranom.

## Metabolizam
Treonin se metabolizira na dva načina:
- u piruvat, pomoću enzima treonin dehidrogenaze
- kod čovjeka; metabolizira se u alfa-ketobutirat pomoću enzima serin dehidrataze.

## Uloga
Budući da se na treoninu zbiva fosforilacije i glikolizacije, važan je u regulaciji enzima i staničnoj signalizaciji.